# 2002년 아시안 게임 골프
제14회 아시안 게임 골프는 2002년 9월 25일에서 28일까지 대한민국 부산 아시아드컨트리클럽에서 열렸다.